# Farstorp (Hässleholm)
Farstorp is een plaats in de gemeente Hässleholm in het Zweedse landschap Skåne en de provincie Skåne län. De plaats heeft 68 inwoners (2005) en een oppervlakte van 26 hectare. Farstorp wordt omringd door zowel landbouwgrond als bos. In het dorp ligt de Romaanse kerk Farstorps kyrka, de oudste delen van deze kerk stammen uit de 12de eeuw, ook is er een houtzagerij in het dorp te vinden. De stad Hässleholm ligt zo'n vijftien kilometer ten zuiden van het dorp.